# Schoutedenapus schoutedeni
El vencejo del Congo (Schoutedenapus schoutedeni) es una especie de ave apodiforme de la familia Apodidae que vive en África Central. Su nombre científico conmemora al zoólogo belga Henri Schouteden.

## Distribución y hábitat
Se encuentra casi en su totalidad en las selvas de República Democrática del Congo, aunque hay alguna pequeña población en las zonas aledañas de Uganda.